# Dovrefjell
Dovrefjell je gorovje v osrednji Norveški, ki tvori naravno pregrado med vzhodno Norveško in Trøndelagom. Gorovje leži v regijah Innlandet, Møre og Romsdal in Trøndelag na Norveškem. Zaradi njegove osrednje lege so bile njegove doline in prelazi močno prometni v in verjetno pred zgodovinskimi časi. V srednjem veku je bilo ustanovljenih več gorskih gostišč, ki so gostila romarje, ki so potovali skozi Dovrefjell v Trondheim, na severnem delu pa so celo ruševine stare kolonije gobavcev.
Glavna cesta jug-sever (evropska pot E6) in železniška proga Dovrebanen potekata skozi gorski prelaz v pogorju Dovrefjell. Cesta je celoletna, vendar je v redkih primerih zaprta za krajša obdobja v hudih zimskih vremenskih razmerah. Gorovje poteka skozi občine Oppdal v okrožju Trøndelag, Folldal, Dovre in Lesja v okrožju Innlandet ter Sunndal v okrožju Møre og Romsdal. Občine Oppdal, Folldal in Dovre skupaj sestavljajo tisto, kar je včasih znano kot regija Dovre.
Ker je naravni habitat za številne redke rastline in živali, je večji del pogorja Dovrefjell v več fazah postal narodni park, začenši z letom 1911, ko so bile zaščitene nekatere rastline. Ko so leta 1921 zgradili železnico od Osla do Trondheima, so eno od močvirij ohranili. Leta 1974 so deli gorovja postali narodni park Dovrefjell, park pa se je leta 2002 obsežno povečal. Skupaj s sosednjim narodnim parkom Rondane je na tem območju zadnji norveški (in evropski) stalež divjih severnih jelenov beringijskega izvora. Dovrefjell (zahodno od E6 / črta Dovre) ima tudi zalogo moškatnega goveda, uvoženih iz vzhodne Grenlandije leta 1932.
Območje Dovrefjell je zdaj skoraj v celoti zaščiteno kot dva narodna parka:
- Narodni park Dovrefjell-Sunndalsfjella, ustanovljen leta 2002, ki zajema prejšnji in veliko manjši narodni park Dovrefjell.
- Narodni park Dovre, ustanovljen leta 2003, povezuje zavarovana območja v narodnem parku Dovrefjell-Sunndalsfjella z narodnim parkom Rondane.

Najvišja gora v regiji je 2286 metrov visoka Snøhetta. Gorovje ponuja možnosti za tek na smučeh in pohodništvo. Reka Driva, ki teče proti severu skozi občino Oppdal, izvira v pogorju Dovrefjell.

## Ime
Prvi element se nanaša na geografsko območje Dovre. Zadnji element je fjel, kar pomeni 'planota' ali 'gora'.
Ime Dovre (staronordijsko Dofrar) spada v skupino skandinavskih toponimov, ki jih je švedski jezikoslovec Elof Hellquist izpeljal iz protonordijskega *đuƀra-, jezikoslovci pa so jih nadalje izpeljali iz starega protoindoevropskega korena *dhub -/dhup- (prim. PIE *dhubrós, 'globok'), koren, ki je izpričan tudi v nemškem Topel ('gozdnata dolina') in staroslovanskem dublŭ ('luknja'). Na Danskem, Norveškem in Švedskem obstaja več krajevnih imen, ki so povezana z Dovrejem.
Ime so dobili tudi velikani v skandinavskih legendah. Ime je bilo dano velikanu Dofriju v Dovrefjellu, ki mu je pomagal Harald Lepolasi in mu v zameno pomagal vse življenje. V Narkah so Dovrska jezera pripisovali velikanki Dovri, ki je jokala za možem.
Že od najstarejših časov je bil Dovrefjell mejna regija med severnim in južnim delom Norveške in cesta čez goro je bila dobro znana. Izraz til Dovre faller (dokler ne padejo gore Dovre) se pogosto uporablja v norveščini. Uporabljen je bil v prisegi med norveško ustavodajno skupščino leta 1814, ko je Norveška po združitvi z Dansko oblikovala neodvisno državo. Takrat se je domnevalo, da je Snøhetta v Dovrefjellu najvišja gora na Norveškem, saj so bili višji vrhovi v Jotunheimenu dokaj neraziskani.

## Geologija
Dovrefjell je preostali masiv, ki je gmota kamnin, ki je ostala na mestu, ko je bil okoliški relief erodiran. Vrhovi Jotunheimen in Dovrefjell ter drugi deli južne Norveške so nekaj ostankov  nekdanjega ravnega površja, ki je obstajalo na Norveškem pred orogenezo. Ta površina je zdaj v veliki meri erodirana in ukrivljena. Ta erozija je oblikovala vrsto stopenj in z najvišje od teh se dviga Jotunheimen.

## Rastlinstvo in živalstvo
Območje okoli Drivdalena, Snøhette in Hjerkinna so zelo razburljiva botanična območja. Trije Knutshøeni so še posebej bogati z redkimi gorskimi rastlinami. Te so bile zaščitene že leta 1905. Leta 1911 je bilo na Dovrefjellu zaščitenih 50 rastlin.
Drivdalen je sestavljen iz rahlega skrilavca in je bogat z apnom. Tu je veliko redkih rastlin.
Naravni rezervat Fokstumirene je znan predvsem po edinstvenem ptičjem svetu, vendar tu v izobilju uspevajo tudi številne različne kukavičevke in gozdne jagode.
Fokstumirene je bil dobro poznan že sredi 19. stoletja. Območje je privabljalo zbiratelje iz vse Evrope in leta 1917 je bilo na močvirju manj kot 20 gnezdečih vrst ptic, izginil je tudi togotnik (Calidris pugnax). Leta 1923 je bilo življenje v Fokstumyene zaščiteno. Leta 1969 se je zaščita še poostrila in to je dalo rezultate. Vrnila sta se pepelasti lunj in togotnik, pa tudi številne druge vrste.
Knutshøene velja za rastlinsko najbogatejšo goro severne Evrope. Tu so pogoste številne redke gorske rastline. Malo je gorskih rastlin, ki jih tam ne najdemo. Nekatere rastline so dobile imena po rastišču, kot na primer dovrelov regrat, dresnik in dovrelov mak. Na Knutshøene sta prisotna tudi norveški pelin in visokogorski zvonček. Knutshøene je blizu mesta Kongsvold Fjeldstue.
Forstmann J.B. Barth je leta 1880 izdal knjižico o rastlinah na Knutshøene: Knudshø ali gorska flora.
Tudi Hjerkinhø ima bogat rastlinski svet. Območje je zavarovano kot krajinsko ohranitveno območje.